# Electrocteniza sadilenkoi
Electrocteniza
Genre
Espèce
Electrocteniza sadilenkoi, unique représentant du genre Electrocteniza, est une espèce fossile d'araignées mygalomorphes de la famille des Ctenizidae.

## Distribution
Cette espèce a été découverte dans de l'ambre de la mer Baltique, en Russie. Elle date du Paléogène, de l'Éocène supérieur.

## Description
Le mâle holotype mesure 5,88 mm

## Systématique et taxinomie
Ce genre a été décrit par Eskov et Zonstein en 2000 dans les Ctenizidae.
Cette espèce a été décrite par Eskov et Zonstein en 2000.

## Étymologie
Cette espèce est nommée en l'honneur de K. M. Sadilenko.

## Publication originale
- Eskov & Zonstein, 2000 : « The first Ctenizoid Mygalomorph Spiders from Eocene Baltic amber (Araneida: Mygalomorphae: Ctenizidae). » Paleontological Journal, vol. 34, suppl. 3, p. 268–274 (texte intégral a & b).